# Turissa
Iturissa fue una ciudad de los vascones. Ptolomeo la ubicaba al NE de Pompaelo, pero tanto en el Itinerario de Antonino (455, 6) como en el Anónimo de Rávena (311, 14) se sitúa al norte de esta ciudad.
Epigráficamente está documentado el nombre Eturissa.

## Etimología
Del vasco iturri "fuente". 